# 彼得·马谢罗夫
彼得·米罗诺维奇·马谢罗夫，（俄语：Пётр Миро́нович Маше́ров，1918年2月13日（格里历：2月26日）—1980年10月4日），白俄罗斯人，苏联党和国家领导人。曾任白俄罗斯共产党中央第一书记。

## 生平
- 1918年2月13日（格里历：2月16日）出生于苏联西部区Sennensky区Shirki村的贫农家庭。
- 1934年-1935年，维捷布斯克教育学院教育学系学习。
- 1935年-1939年，维捷布斯克教育学院基洛夫数理学院学习。
- 1939年-1941年6月，维捷布斯克州罗索尼地区中心中学数学，物理教师。
- 1941年6月-7月，苏联红军服役。1941年8月在普斯科夫州涅韋爾作战被俘，被押上列车运往德国途中，在维捷布斯克州拉松斯基區跳车逃脱，严重摔伤。
- 1941年8月-1942年4月，白俄罗斯地下共青团工作。
- 1942年4月-1943年3月，白俄罗斯游击运动（英语：Belarusian resistance during World War II）Shchors游击队总指挥，大尉军衔。
- 1943年3月-9月，罗科索夫斯基游击队大队政治委员。1943年3月加入联共（布）。
- 1943年9月-1944年7月，白俄罗斯共青团明斯克州维列伊卡地区地下团委第一书记。1944年获得苏联英雄称号。
- 1944年7月-1946年7月，白俄罗斯共青团明斯克州莫洛杰奇诺地区团委第一书记。
- 1947年10月-1954年7月，白俄罗斯共青团中央第一书记。
- 1954年7月-1955年8月，白共明斯克州委第二书记。
- 1955年8月-1959年4月，白共布列斯特州委第一书记。
- 1959年4月-1962年12月，白共中央委员会书记处书记。
- 1962年12月-1965年3月，白共中央第二书记。
- 1965年3月-1980年10月，白共中央第一书记。任期内，白俄罗斯的工农业，高等教育，艺术，科技，城市建设均取得了重大进步。
- 1980年10月4日因车祸去世，终年62岁。葬于明斯克东部公墓。

马谢罗夫是苏共19-25大代表；第22届中央候补委员，第22-25届中央委员，第23-25届中央政治局候补委员；第3-5届苏联最高苏维埃联盟院代表，第7-10届苏联最高苏维埃民族院代表，第2-9届白俄罗斯苏维埃社会主义共和国最高苏维埃代表。

## 荣誉
苏联：
- 苏联英雄称号（1944）
- 社会主义劳动英雄称号（1970）
- 七次列宁勋章（1944,1948,1958,1968,1971,1973,1978）
- 纪念列宁诞辰一百周年奖章
- 一级卫国战争游击队员奖章（1944）
- 1941-1945年伟大卫国战争战胜德国奖章
- 1941-1945年伟大卫国战争胜利二十周年奖章
- 1941-1945年伟大卫国战争胜利三十周年奖章
- 开垦处女地奖章
- 苏联武装力量五十周年奖章
- 苏联武装力量六十周年奖章
- 苏联警察五十周年奖章

保加利亚：
- 格奥尔基·季米特洛夫勋章（1978）[2]

## 纪念
白俄罗斯的许多工厂，农场，学校，街道都以马谢罗夫命名。维捷布斯克州立大学以马谢罗夫命名。